# Ponti sul Volga
Lungo i 3531 chilometri del suo corso il fiume Volga è attraversato da alcune decine di ponti e altri attraversamenti. Il primo di essi si trova nel villaggio di Volgo-Verchov'e, a poca distanza dalle sorgenti del fiume, ed è una passerella pedonale in legno di soli due metri. Il ponte più lungo è il Ponte Prezidentskij a Ul'janovsk, di 5825 metri.
In corrispondenza di Nižnij Novgorod il fiume è attraversato anche da una funivia, inaugurata nel 2012, con una lunghezza complessiva di ben 3661 metri (861 dei quali al di sopra dell'acqua) e in grado di trasportare mediamente 5000 passeggeri al giorno.
Partendo dalla sorgente e andando in direzione della foce i ponti principali sono:
| Ponte                                                                            | Posizione              | Descrizione | Lunghezza        | Immagine |
| -------------------------------------------------------------------------------- | ---------------------- | --- | ---------------- | -------- |
| Ponte ferroviario Tverskoj (in russo Тверской железнодорожный мост?)             | Tver'                  | Ponte ferroviario su cui passa la linea San Pietroburgo - Mosca, costruito nel 1850 | 190 metri        |          |
| Ponte Starovolžskij (in russo Староволжский мост?)                               | Tver'                  | Realizzato nel 1900, fu il primo ponte permanente sul Volga nella città di Tver' | 215,5 metri      |          |
| Ponte Dubnenskij (in russo Дубненский мост?)                                     | Dubna                  | Ponte stradale inaugurato nel 2018 | 485 metri        |          |
| Ponte Kimrskij (in russo Кимрский мост?)                                         | Kimry                  | Ponte stradale strallato | 554 metri        |          |
| Ponte Kaljazinskij (in russo Калязинский мост?)                                  | Nei pressi di Kaljazin | Ponte ferroviario (costruito nel 1919) e stradale (costruito nel 1979) | 436 metri        |          |
| Ponte ferroviario Volžskij (in russo Волжский железнодорожный мост?)             |                        | Realizzato nel 1938, ponte ferroviario a quattro archi in cemento armato | 496 metri        |          |
| Ponte Rybinskij (in russo Рыбинский мост?)                                       | Rybinsk                | Inaugurato nel 1968 le due campate contrali hanno una luce di 128 metri per permettere la navigazione sotto di esse                                                                                               | 720 metri        |          |
| Ponte del Giubileo (in russo Юбилейный мост?)                                    | Jaroslavl'             | Inaugurato nel 2006 per celebrare i 1000 anni dalla fondazione della città | 714 metri        |          |
| Ponte ferroviario di Jaroslavl' (in russo Ярославский железнодорожный мост?)     | Jaroslavl'             | Conosciuto anche come Ponte Nikolaevskij, dal nome dello zar Nicola II, la struttura originale fu inaugurata nel 1913                                                                                             | 810 metri        |          |
| Ponte dell'Ottobre (in russo Октябрьский мост?)                                  | Jaroslavl'             | Inaugurato nel 1966, è dedicato al cinquantesimo anniversario della Rivoluzione d'ottobre | 800 metri        |          |
| Ponte Kostromskoj (in russo Костромской мост?)                                   | Kostroma               | Inaugurato nel 1970, la maggior parte del ponte ha una struttura a trave con pilastri distanti 30-40 metri, mentre tre delle campate sono ad arco a con luce maggiore per permettere la navigazione sotto di esse | 1236 metri       |          |
| Ponte ferroviario Kostromskoj (in russo Костромской железнодорожный мост?)       | Kostroma               | Ponte ferroviario costituito da sette campate, di cui due permettono la navigazione sotto si esse, inaugurato nel 1932                                                                                            | 780 metri        |          |
| Ponte Kinešemskij (in russo Кинешемский мост?)                                   | Kinešma                | Inizialmente concepito come ponte su due livelli - uno inferiore ferroviario e uno superiore autostradale - è stato in seguito realizzato solo come ponte autostradale                                            | 1646 metri       |          |
| Ponte Borskij (in russo Борский мост?)                                           | Nižnij Novgorod        | Composto da due ponti affiancati, uno ferroviario costruito nel 1935 e uno, situato 50 metri verso valle, a due livelli stradale e ferroviario aperto al traffico nel 1965                                        | 1608 metri       |          |
| Secondo ponte Borskij (in russo Второй Борский мост?)                            | Nižnij Novgorod        | Costruito poche decine di metri a valle del Ponte Borskij per alleggerirne il traffico stradale. Inaugurato nel 2017                                                                                              | 1451 metri       |          |
| Ponte ferroviario Zelenodol'skij (in russo Зеленодольский железнодорожный мост?) | Zelenodol'sk           | Conosciuto anche come Ponte Romanovskij, il ponte ferroviario è costituito da due strutture affiancate, risalenti al 1913 e al 1957                                                                               | 1063 metri       |          |
| Nuovo ponte Ul'janovskij (in russo Ульяновский мост (новый)?)                    | Ul'janovsk             | Conosciuto anche come Ponte Prezidentskij e inaugurato nel 2009, con i suoi 5825 metri è il ponte più lungo tra quelli che attraversano il Volga                                                                  | 5825 metri       |          |
| Ponte Ul'janovskij (in russo Ульяновский мост?)                                  | Ul'janovsk             | Conosciuto anche come Ponte imperiale, è costituito da due strutture affiancate, una ferroviaria (inaugurata il 5 ottobre 1916) e una destinata al traffico stradale (inaugurata nel 1958)                        | 2089 metri       |          |
| Ponte Syzranskij (in russo Сызранский мост?)                                     | Oktjabr'sk             | Ponte ferroviario sulla linea Mosca-Syzran'-Samara, fu il primo ponte sulla parte bassa del Volga e al momento della sua inaugurazione nel 1880 era il ponte ferroviario più lungo d'Europa                       | 1436 metri       |          |
| Nuovo ponte Saratovskij (in russo Саратовский мост (новый)?)                     | Saratov                | Terminato di costruire ne 2009, è costituito da un tratto di 2350 metri al di sopra del corso principale del Volga e da un secondo tratto di 668 metri attraverso uncanale laterale                               | 2350 + 668 metri |          |
| Ponte Saratovskij (in russo Саратовский мост ?)                                  | Saratov                | Ponte stradale che collega le città di Saratov e Ėngel's, al momento della sua inaugurazione nel 1965 era il ponte stradale più lungo dell'Unione sovietica                                                       | 2803,7 metri     |          |
| Ponte ferroviario Saratovskij (in russo Саратовский железнодорожный мост?)       | Saratov                | Ponte ferroviario tra le città di Saratov e Ėngel's inaugurato nel 1935 | 1850 metri       |          |
| Ponte Volgogradskij (in russo Волгоградский мост?)                               | Volgograd              | Ponte stradale inaugurato nel 2009. Per contrastare le oscillazioni causate dal vento nel 2011 sono stati installati una serie di ammortizzatori                                                                  | 2514 metri       |          |
| Nuovo ponte Astrachanskij (in russo Астраханский мост (новый)?)                  | Astrachan'             | Ponte stradale inaugurato nel 1988 | 2505 metri       |          |
| Vecchio ponte Astrachanskij (in russo Астраханский мост (старый)?)               | Astrachan'             | Ponte combinato stradale e ferroviario inaugurato nel 1952 | 957,5 metri      |          |